# Crenicichla lugubris
Crenicichla lugubris är en fiskart som beskrevs av Heckel, 1840. Crenicichla lugubris ingår i släktet Crenicichla och familjen Cichlidae. Inga underarter finns listade i Catalogue of Life.